# Territorio Militare del Sud
Il Territorio Militare del Sud o Territorio del Sahara Libico venne istituito nel 1937. Era amministrativamente l'unica parte della Libia italiana gestita dall'esercito, ed era diviso in 4 zone militari:
- Hon
- Murzuch - El-Giof
- Brach
- Gat

## Popolazione
La popolazione era in gran parte araba, con minoranze berbere, sudanesi e tuareg. Gli italiani si concentravano a Gadames, sede di un forte militare. Nel 1943, rimasto indifendibile per il crollo del fronte italo-tedesco lungo la costa, venne completamente occupato dalle forze della Francia libera giunte dal Ciad. La popolazione professava per gran parte l'islamismo sunnita e senussita. Nel 1938 era esteso 1100000 km² e aveva 10 889 abitanti, esclusi i nomadi.

## Geografia

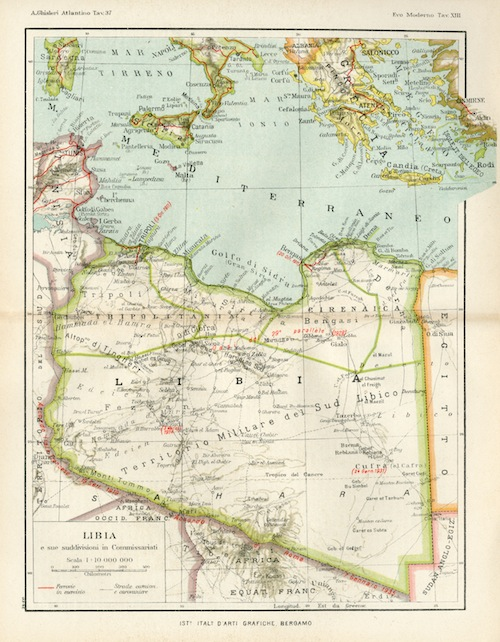

Comprendeva tutto il Fezzan e il deserto Libico, confinava a nord col Commissariato di Tripoli, il Commissariato di Misurata, il Commissariato di Bengasi e il Commissariato di Derna, a sud confinava con l'Africa Equatoriale Francese e l'Africa Occidentale Francese, a est con l'Egitto britannico e il Sudan Anglo-Egiziano, e a ovest con la Tunisia e l'Algeria francesi. Il territorio era poco elevato tranne ai confini dove si estendono il Gebel Nefusa (980 m) e il Tibesti, comprendeva anche le oasi di Cufra e Giarabub.
Del territorio faceva parte anche la Striscia di Aozou, ceduta dal Ciad nel 1936 in base agli accordi Mussolini-Laval del 1935.

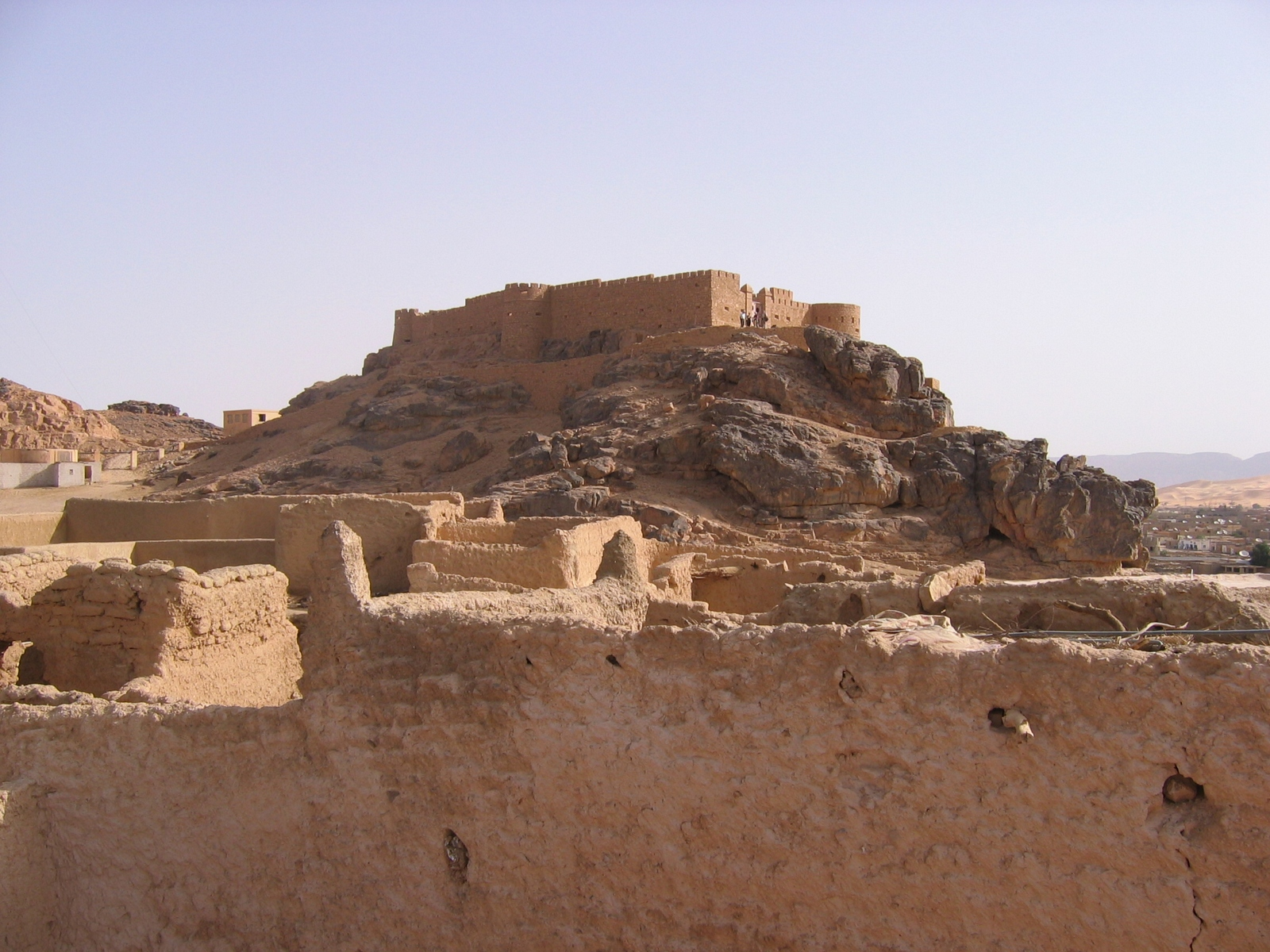
La fortezza italiana di Ghat, costruita negli anni trenta